# 4,5-Diaminopirimidina
4,5-Diaminopirimidina é o composto orgânico de fórmula C4H6N4 e massa molecular 110,12. É um dos isômeros diaminopirimidina.
É uma substância nociva, irritante, sensível ao ar que é comercializada embalada em atmosfera de argônio.